# Antillanthus almironcillo
Antillanthus almironcillo là một loài thực vật có hoa trong họ Cúc. Loài này được (M.Gómez) B.Nord. mô tả khoa học đầu tiên năm 2006.